# Ersjön
Ersjön är en konstgjord sjö belägen i Emmaboda i Emmaboda kommun.

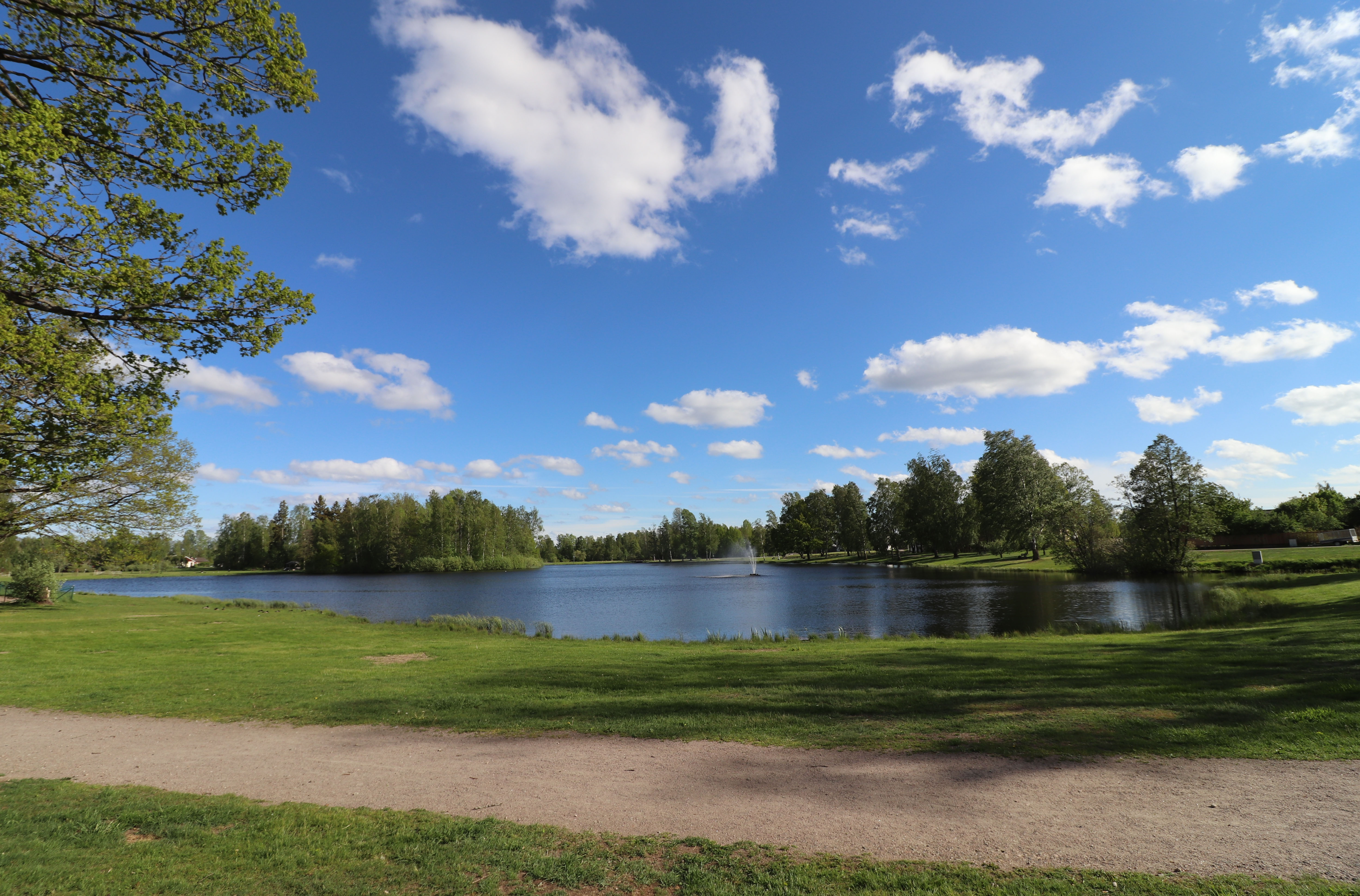
Ersjön

När Emmaboda köping växte och Bjurbäcken blev otillräckligt och även otjänlig som badvatten för innevånarna började man undersöka möjligheterna att hitta andra badmöjligheter för innevånarna. Den närbelägna Lyckebyån hade flera djupa hålor med vattenvirvlar vilket orsakat flera drunkningsolyckor. 1937 tillsattes en kommitté som föreslog att Ubbemålasjön, fyra kilometer från orten skulle utnyttjas. Ingenting hände dock, vägen dit var lång och kostnaderna stora. Samtidigt började man utröna möjligheterna att dämma Bjurbäcken och därigenom konstruera en badsjö. Anna Johansson i Gantesbo som ägde området öster om Storgatan lät donera markområden för projektets utförande och sedan bilhandlaren Erik Reinholm Johansson, känd under smeknamnet E. R. donerade 1946 100 000 kronor för att förverkliga projektet. Undersökningar visade dock att sjön skulle bli för grund och vattengenomströmningen för dålig för att få till ett tjänligt bad. Trots det gjorde donationen att projekteringen fortsatte, 1952 godkändes projektet av Söderbygdens vattendomstol, 1954 startade schaktningsarbetena och i december 1955 kunde sjön invigas. Sjön fick namnet ER-sjön efter den ene av donatorerna. Som väntat blev dock vattenkvaliteten dåligt med återkommande badförbud. Sjön blev dock ett vackert inslag i samhället, och sedan badmöjligheter i hemmen, och senare även en kommunal simhall tillkommit minskade behovet av badmöjligheter i orten.